# Pite (Teo)
Pite es una aldea española situada en la parroquia de Lucí, del municipio de Teo, en la provincia de La Coruña, Galicia.

## Demografía
| Gráfica de evolución demográfica de Pite entre 2000 y 2020 |
|                                                            |
| Datos según el nomenclátor publicado por el INE.           |